# Nuto Revelli
Benvenuto Revelli, detto Nuto (Cuneo, 21 luglio 1919 – Cuneo, 5 febbraio 2004), è stato uno scrittore, ufficiale e partigiano italiano.
Ufficiale effettivo degli Alpini durante la seconda guerra mondiale, partecipò alla seconda battaglia difensiva del Don.
A partire dal settembre 1943 prese parte alla Resistenza italiana, dapprima con una propria formazione, poi entrando nella Banda Italia Libera delle formazioni Giustizia e Libertà del Cuneese.

## Biografia

### Gioventù
Diplomato geometra, a vent'anni si arruolò nel Regio Esercito, entrando alla Regia Accademia Militare di Fanteria e Cavalleria di Modena, rimanendovi per due anni e uscendone con il grado di sottotenente, assegnato all'arma di fanteria, corpo degli alpini.
Nel 1942 partì volontario per il fronte russo con la 2ª Divisione alpina "Tridentina", inquadrato nel Battaglione "Tirano" del 5º Reggimento alpini; il 19 settembre 1942 fu ferito al braccio, guadagnandosi per il suo comportamento una medaglia d'argento al valore militare e una promozione al grado di tenente per merito di guerra. Ricoverato al convalescenziario di Dnepropetrovsk, tornò poi in prima linea sul Don, a Belogor', su sua insistita richiesta. Dal 16 gennaio 1943 al 4 febbraio visse in prima persona le fasi della ritirata di Russia a Belgorod, partecipando tra le altre alla battaglia di Nikolaevka. In marzo rientrò in Italia, subito ricoverato per una grave forma di pleurite.
Il 26 luglio a Cuneo vide la caduta del fascismo e poi, con l'armistizio dell'8 settembre, visse lo sfascio dell'esercito e l'occupazione tedesca della città. Dal 13 settembre 1943 iniziò, collegandosi ad altri resistenti, a raccogliere materiali ed a prendere contatti per una formazione di pianura (in quel momento era scettico sulla possibilità di azioni in montagna), che in ottobre chiamerà "1ª Compagnia rivendicazione caduti"; iniziò anche una collaborazione, via via più stretta, con la Banda Italia Libera. Entrerà in questa banda il 7 febbraio 1944, dopo il convegno di Valloriate. A fine mese il gruppo Bande Italia Libera, che aveva sede a Paraloup, diede origine alla IV Banda, sotto il comando di Revelli, che si spostò a operare nel Vallone dell'Arma, sopra Demonte. Qui Revelli compose la canzone partigiana Bandiera nera, più nota oggi con il titolo Pietà l'è morta.
Sotto il suo comando la IV Banda superò senza perdite la violenta offensiva tedesca Aktion Tübingen del 20-29 aprile 1944.
Durante una sosta tra i combattimenti, presso il villaggio di Narbona, gli uomini della IV crearono il canto partigiano La Badoglieide. Più tardi la banda si sposterà in val Vermenagna. Di qui, ai primi di agosto, Revelli fu nominato comandante della Brigata Valle Stura “Carlo Rosselli”, che in agosto contrasterà efficacemente la spinta tedesca verso il Colle della Maddalena, e a fine mese sconfinerà in Francia collaborando con le forze alleate (perdendo in battaglia, fra gli altri, Giuseppe Scagliosi e Arrigo Guerci).
Il 24 settembre Revelli subì gravissime lesioni al volto in un incidente durante un'azione di collegamento; lesioni che lo costringeranno a molte operazioni chirurgiche a Nizza e a Parigi.
Il 26 aprile 1945 rientrò in Italia attraverso la Valle Maira e partecipò alla battaglia per la liberazione di Cuneo.
Nel 1945 si sposò con Anna Delfino e nel 1947 nacque il figlio Marco, storico e sociologo. Lasciò l'esercito con il grado di maggiore e divenne commerciante di ferro, ma iniziò a impiegare il proprio tempo libero a ritrovare ex-alpini, ex-partigiani, contadini e a raccoglierne le testimonianze. Si dedicò pertanto alla scrittura, narrando con uno stile scarno e realistico le sue esperienze durante il conflitto mondiale, e continuò il suo impegno politico per sostenere i valori della guerra partigiana e della democrazia.

### Temi letterari
(Nuto Revelli)
Nuto Revelli fu uno scrittore e partigiano. I suoi primi libri, tutti pubblicati da Einaudi, trattano della sua esperienza come ufficiale alpino sul fronte russo durante la seconda battaglia difensiva del Don del gennaio 1943 ed il suo successivo passaggio nelle file della Resistenza: Mai tardi, diario di un alpino in Russia, il suo volume autobiografico La guerra dei poveri e L'ultimo fronte, lettere di soldati caduti o dispersi nelle II guerra mondiale. La strada del Davai è invece l'accusa all'organizzazione dei vertici militari, responsabili della tragedia russa.
L'altro tema al quale Revelli ha prestato particolare attenzione è stato lo studio e la denuncia delle condizioni di vita dei contadini poveri delle vallate cuneesi, con l'emigrazione di massa nel dopoguerra verso le grandi industrie della città.
I suoi due più importanti lavori sono basati su lunghe interviste biografiche con uomini e donne delle vallate cuneesi e rappresentano anche importanti e pionieristici contributi all'affermazione e allo sviluppo della storia orale italiana. Con Il mondo dei vinti e L'anello forte, con oltre 270 interviste stenografate e successivamente ribattute a macchina, Revelli ha dato voce ai "vinti" e, attraverso le loro storie, ha riportato all'attenzione un mondo dimenticato e abbandonato.
Negli ultimi anni di vita è ritornato sui temi della guerra e della Resistenza, con Il disperso di Marburg, Il prete giusto e l'ultimo suo volume, del 2004, Le due guerre, che ripercorre i venticinque anni dall'avvento del fascismo al dopo-Liberazione.
Tenne un ciclo di lezioni all'Università di Torino nell'anno accademico 1984-1985 (in cattedra proprio lui che, schivo come era, a chi gli chiedeva come voleva essere definito, scrittore o professore, rispondeva: "Geometra, io sono un geometra..."), che furono un momento formativo di grande importanza per diversi futuri storici e intellettuali piemontesi.
Revelli morì dopo una lunga malattia il 5 febbraio del 2004; è tumulato nel cimitero di Spinetta, frazione di Cuneo, accanto alla moglie.
Nel 2006 gli eredi e gli amici hanno dato vita alla Fondazione "Nuto Revelli" onlus, che ha sede a Cuneo, nella casa dove Nuto viveva e scrisse le sue ultime opere.

## Riconoscimenti
- Premio Grinzane Cavour, Premi Speciali (1986), L'anello forte.
- Il 29 ottobre 1999 gli fu conferita, all'Università di Torino, la Laurea honoris causa in Scienze dell'Educazione per l'attività di narratore e di saggista, ma soprattutto per le sue capacità pedagogiche che gli permisero di far conoscere la storia della guerra e il dopoguerra nel Sud del Piemonte.

## Cultura di massa
- Il rocker Massimo Priviero ha scritto due canzoni dedicate alla figura di Nuto Revelli: La strada del Davai e Pane, Giustizia e Libertà, ripresa anche dai Gang in La rossa primavera.

- La canzone Pietà l'è morta, scritta da Nuto Revelli, è stata interpretata tra gli altri dai Modena City Ramblers in Appunti partigiani e dai Gang in La rossa primavera.

## Onorificenze e riconoscimenti
promozione per merito di guerra 2 volte

## Opere
- Mai tardi. Diario di un alpino in Russia, Cuneo, Panfili, 1946; Torino, Einaudi, 1967.
- La ritirata italiana in Russia, in Trent'anni di storia italiana, 1915-1945. Dall'antifascismo alla Resistenza, Torino, Einaudi, 1961.
- La guerra dei poveri, Introduzione di Aldo Garosci, Torino, Einaudi, 1962.
- La strada del Davai, Torino, Einaudi, 1966; Introduzione di Marco Balzano, Collana ET Scrittori, Einaudi, 2020, ISBN 978-88-062-4371-5.
- L'ultimo fronte. Lettere di soldati caduti o dispersi nella seconda guerra mondiale, Torino, Einaudi, 1971.
- La campagna di Russia: racconti, testimonianze, ricordi, Milano, A. Mondadori, stampa 1975.
- Nuto Revelli, Il mondo dei vinti: testimonianze di vita contadina, collana Einaudi tascabili Saggi, Einaudi, 1997, ISBN 978-88-06-14323-7.
- Nuto Revelli, L'anello forte: la donna: storie di vita contadina, collana Gli Struzzi, 1. ed. "Struzzi.", Einaudi, 1985, ISBN 978-88-06-57935-7.
- La Prima e la Seconda guerra mondiale viste dal basso: scelte di pace e scelte di guerra: Lezione di Nuto Revelli", Boves: Scuola di pace, ©1986 (dattiloscritto)
- Un'esperienza di ricerca nel mondo contadino in  Liliana Lanzardo, Storia orale e storie di vita, collana Collana del Dipartimento di scienze dell'uomo dell'Università di Trieste, F. Angeli, 1989, ISBN 978-88-204-3406-9.
- La Commissione ministeriale d'inchiesta sul "caso Leopoli", in  Una Storia di tutti: prigionieri, internati, deportati italiani nella seconda guerra mondiale, collana Collana dell'Istituto piemontese per la storia della Resistenza e della società contemporanea, F. Angeli, 1989, ISBN 978-88-204-3438-0.
- Nuto Revelli, Il disperso di Marburg, collana I coralli, Einaudi, 1994, ISBN 978-88-06-13365-8.; con tre interventi di Rossana Rossanda, Goffredo Fofi e Jens Petersen, Collana ET Scrittori, Einaudi, 2014, ISBN 978-88-062-2326-7.
- Nuto Revelli, Il prete giusto, collana Gli struzzi, Einaudi, 1998, ISBN 978-88-06-15028-0.
- Una donna sempre schierata dalla parte giusta, in Notiziario dell'Istituto storico della Resistenza in Cuneo e provincia: bollettino semestrale di vita dell'Istituto, pp. 243-244, n.50 (dicembre 1996).
- Nuto Revelli e Michele Calandri, Le due guerre: guerra fascista e guerra partigiana, collana Gli struzzi, Einaudi, 2003, ISBN 978-88-06-16452-2.
- Dalla lotta partigiana alla democrazia in Asti contemporanea, Asti, Istituto per la storia della Resistenza e della società contemporanea in provincia di Asti, pp. 13-20, 10(2004).
- Nuto Revelli e Luigi Bonante, I conti con il nemico: scritti di Nuto e su Nuto Revelli, collana Biblioteca Aragno, N. Aragno, 2011, ISBN 978-88-8419-495-4.
- Commemorazione funebre di Lidia Rolfi del 19 gennaio 1996, in Notiziario dell'Istituto storico della Resistenza in Cuneo e provincia: bollettino semestrale di vita dell'Istituto, pp. 17-18, n.90 (dicembre 2016).
- Nuto Revelli, Il popolo che manca, collana Frontiere Einaudi, Einaudi, 2013, ISBN 978-88-06-21511-8.
- Il testimone. Conversazioni e interviste. 1966-2003, A cura di Mario Dondero, Collana ET Saggi, Torino, Einaudi, 2014, ISBN 978-88-062-2302-1.
- Lettere editoriali (1961-1979), a cura di Beatrice Verri, Prefazione di Antonella Tarpino, Torino, Einaudi, 2019. [edizione fuori commercio]